# Coppa del mondo di marcia 1999
La Coppa del mondo di marcia 1999 (1999 IAAF World Race Walking Cup) si è svolta a Mézidon-Canon, in Francia, nei giorni 1 e 2 maggio. Da quest'edizione in poi non è più previsto il riconoscimento a squadre come somma delle due gare da 20 e 50 km, residuo dell'iniziale Trofeo di Lugano (Lugano Trophy) e la gara femminile incrementa la distanza, passando da 10 km a 20 km.

## Medagliati

### Uomini
| Specialità           | Oro              | Prestazione | Argento       | Prestazione | Bronzo            | Prestazione |
| 20 km                | Bernardo Segura  | 1h20'20"    | Yu Guohui     | 1h20'21"    | Vladimir Andreev  | 1h20'29"    |
| 50 km                | Sergej Korepanov | 3h39'22"    | Tomasz Lipiec | 3h40'08"    | Nikolaj Matjuchin | 3h40'13"    |
| Gara a squadre 20 km | Russia           | 19 pt.      | Messico       | 28 pt.      | Cina              | 29 pt.      |
| Gara a squadre 50 km | Russia           | 14 pt.      | Spagna        | 26 pt.      | Germania          | 55 pt.      |

### Donne
| Specialità     | Oro        | Prestazione | Argento            | Prestazione | Bronzo         | Prestazione |
| 20 km          | Hongyu Liu | 1h27'32"    | Natal'ja Fedoskina | 1h27'35"    | Norica Câmpean | 1h27'48"    |
| Gara a squadre | Cina       | 13 pt.      | Russia             | 16 pt.      | Messico        | 54 pt.      |